# Villotte-sur-Aire
Villotte-sur-Aire é uma comuna francesa na região administrativa de Grande Leste, no departamento de Meuse. Estende-se por uma área de 13,96 km². Em 2010 a comuna tinha 212 habitantes (densidade: 15,2 hab./km²).